# Dutch International 2018
Die Dutch International 2018 im Badminton fanden vom 12. bis zum 15. April 2018 in Wateringen statt. Es war die 19. Austragung der Titelkämpfe.

## Austragungsort
- Velohal, Noordweg 26

## Sieger und Platzierte
| Disziplin    | Gold                         | Silber                            | Bronze                                |
| ------------ | ---------------------------- | --------------------------------- | ------------------------------------- |
| Herreneinzel | Cheam June Wei               | Adrian Dziółko                    | Hermansyah                            |
| Herreneinzel | Cheam June Wei               | Adrian Dziółko                    | Toby Penty                            |
| Dameneinzel  | Julie Dawall Jakobsen        | Thinaah Muralitharan              | Yaëlle Hoyaux                         |
| Dameneinzel  | Julie Dawall Jakobsen        | Thinaah Muralitharan              | Ksenia Polikarpova                    |
| Herrendoppel | Arun George Sanyam Shukla    | Nikita Khakimov Andrey Parakhodin | Emil Hybel Mathias Thyrri             |
| Herrendoppel | Arun George Sanyam Shukla    | Nikita Khakimov Andrey Parakhodin | Konstantin Abramov Alexandr Zinchenko |
| Damendoppel  | Chang Ya-lan Cheng Wen-hsing | Amalie Magelund Freja Ravn        | Debora Jille Imke van der Aar         |
| Damendoppel  | Chang Ya-lan Cheng Wen-hsing | Amalie Magelund Freja Ravn        | Lise Jaques Flore Vandenhoucke        |
| Mixed        | Delphine Delrue Thom Gicquel | Mathias Thyrri Elisa Melgaard     | Jordan Corvée Anne Tran               |
| Mixed        | Delphine Delrue Thom Gicquel | Mathias Thyrri Elisa Melgaard     | Matijs Dierickx Flore Vandenhoucke    |